# HD 169578
HD 169578，又名BD+05 3730，SAO 123453、HR 6900，是一颗恒星，视星等为6.74，位于銀經34.49，銀緯8.16，其B1900.0坐标为赤經18h 20m 13.2s，赤緯+5° 8.16′ 46″。